# Albert von Julin (1846–1906)
Johan Albert Edvard von Julin, född 22 december 1846 i Pojo, död där 7 juni 1906, var en finländsk industriman. Han var son till John Jakob Julin. 
Albert von Julin genomgick bergsskolan i Filipstad och övertog sedan skötseln av Koskis bruk, som han ärvt av fadern. Han kallades 1875 till disponent för Fiskars bruk som råkat i svårigheter, räddade och utvidgade företaget bland annat genom inköp av Åminnefors, Trollshovda och Skogby bruk. Senare var han disponent för det nybildade Fiskars AB. Han representerade sin ätt i lantdagen från 1872 (utom 1882) och försvarade i tullförhandlingarna mellan Finland och Ryssland energiskt den finländska industrins intressen. Han tilldelades bergsråds titel 1897.